# Audyt podatkowy
Audyt podatkowy – usługa ukierunkowana na wewnętrzną weryfikację zgodności rozliczeń wykonywanych przez podatnika z obowiązującym aktualnie prawem, wykonywana przez samego podatnika, lub przez zewnętrzny, wynajęty w celu przeprowadzenia audytu podmiot. Przebieg audytu polega na całościowej analizie dokumentacji źródłowej wraz z przeglądem procedur wykorzystywanych przez podatnika w trakcie jego działalności. Rezultatem audytu jest raport końcowy, na który składa się opis wszelkich wykazanych nieprawidłowości wraz z podsumowaniem ustaleń oraz złożenia korekt deklaracji podatkowych za okres poddany audytowi. Jego celem jest wykrycie ewentualnych nieprawidłowości rozliczeń podatkowych podmiotu oraz legalne ich usunięcie.  

## Zakres audytu podatkowego
Zbiór oraz analiza dokumentacji źródłowej przedsiębiorstwa zawiera: 
- umowy handlowe,
- faktury i rachunki,
- księgi handlowe,
- ewidencje i rejestry,
- deklaracje oraz sprawozdania podatkowe.

Do przeprowadzenia audytu podatkowego wykorzystuje się wszelkie instrumenty odnoszące się do zagadnień stanowiących przedmiot audytu, polegając na dokumentacji poświadczającej faktyczne zajście zdarzeń, które doprowadziły do powstania zobowiązania podatkowego lub do modyfikacji ich zakresu. Rezultatem identyfikacji wszelkich zaniechań jest uniknięcie odpowiedzialności skarbowo-podatkowej podmiotu oraz wypracowanie mechanizmów pozwalających na uniknięcie powstawania uchybień w przyszłości.